# Jabulani (ballon)
Pour les articles homonymes, voir Jabulani.

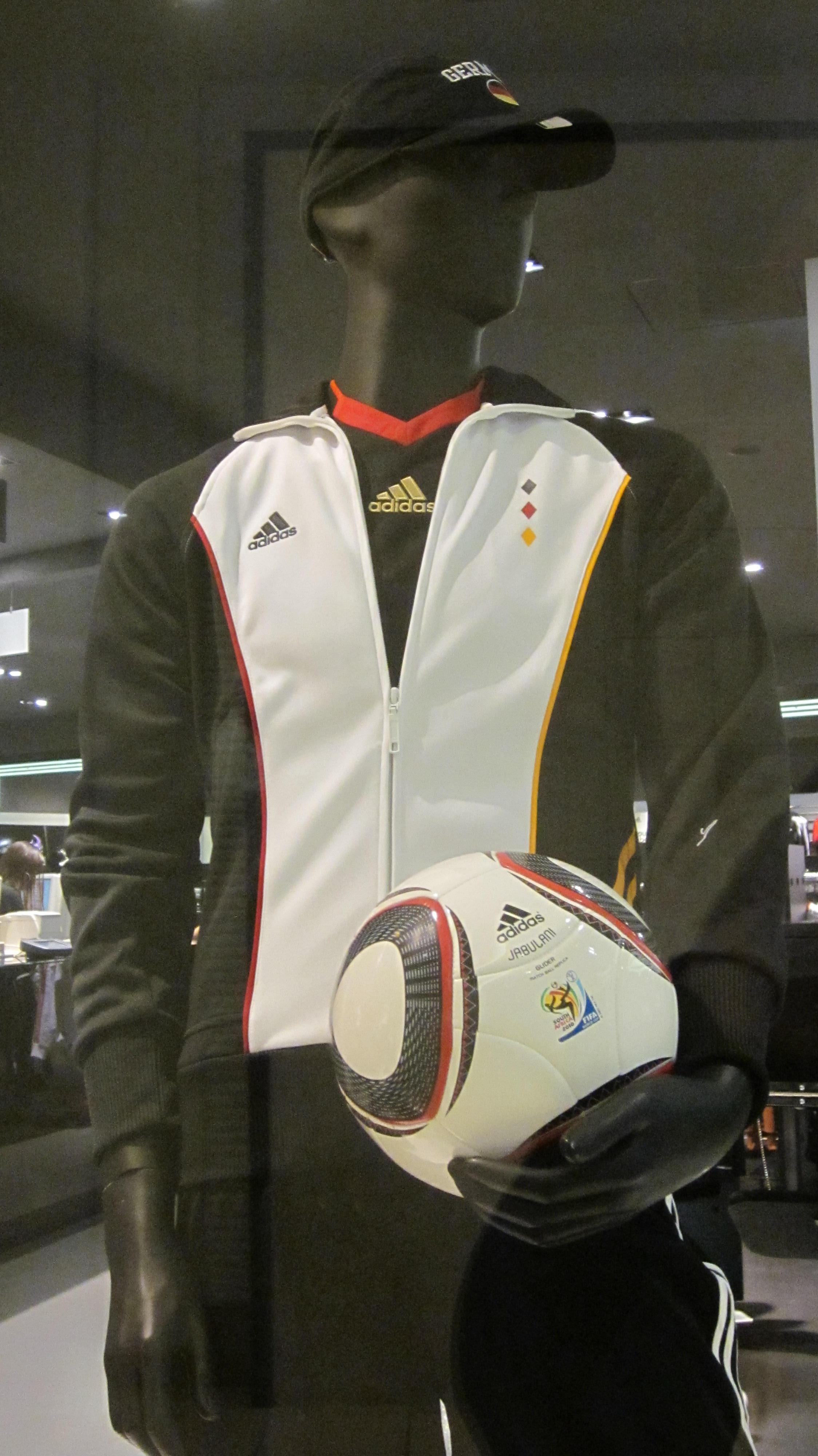
Le ballon

Le Jabulani (en zoulou, être joyeux) est le ballon officiel de la coupe du monde de football 2010 fabriqué par Adidas. Il a été présenté le 4 décembre 2009 au Cap.
Il a été conçu et développé spécialement pour cet événement qui s'est déroulé du 11 juin au 11 juillet 2010 en Afrique du Sud. Il arbore onze coloris uniques, en hommage aux 11 joueurs de chaque équipe, aux onze langues parlées en Afrique du Sud, et aux onze communautés sud-africaines qui seront hôtes de ce tournoi.

## Spécifications techniques
Élaboré avec l'aide de l'institut de technologie des sports de Loughborough en Angleterre, ce ballon intègre les dernières avancées technologiques d'Adidas, avec notamment :
- une texture dite grip'n'groove, qui assurerait un meilleur contrôle du ballon, de meilleures trajectoires de balles ainsi qu'une accroche parfaite, afin de faire face aux conditions climatiques particulières en Afrique du Sud[3],[1].
- Le ballon a été conçu pour la première fois par la technologie du soudage thermique, contrairement aux ballons officiels précédents, fabriqués grâce à la technologie des panneaux plats[1]. Le nombre réduit de coutures qui assemble les 8 éléments (au lieu des 32 pentagones plats et d’un octogone des précédents ballons) permet ainsi une meilleure précision, une accroche optimisée ainsi qu'une stabilité améliorée, selon Adidas. La marque se targue ainsi d'avoir fabriqué le ballon "le plus rond qui soit".

|                                    | Standard Fifa Approved         | Mesures sur le Jabulani         |
| ---------------------------------- | ------------------------------ | ------------------------------- |
| Circonférence                      | 68,5 – 69,5 cm                 | 69,0 cm ± 0,2 cm                |
| Diamètre                           | ≤ 1,5 % de différence          | ≤ 1,0 % de différence           |
| Absorption d'humidité              | ≤ 10 % d'augmentation du poids | ≤ 0,1 % d'augmentation du poids |
| Masse                              | 420 - 445 g                    | 440 g ± 2 g                     |
| Conservation de forme et de taille | 2 000 cycles à 50 km/h         |                                 |
| Test de rebond                     | ≤ 10 cm                        | ≤ 6 cm                          |
| Perte de pression                  | ≤ 20 %                         | ≤ 10 %                          |

## Controverses
Alors que de nombreuses ligues de football utilisent le ballon  comme la Bundesliga allemande, la Fédération anglaise de football, via le sélectionneur de son équipe nationale Fabio Capello s'est plainte du « favoritisme » dont pourraient bénéficier les joueurs allemands qui ont pu utiliser ce ballon avant d'autres équipes. En effet, la fédération anglaise est sous contrat avec l'équipementier américain Nike, l'empêchant ainsi d'utiliser le ballon Adidas.
Par ailleurs, le journal britannique The Sun s'est plaint du fait que d'autres équipes comme l'Argentine, ou les États-Unis puissent utiliser le ballon dès début 2010, alors que les États-Unis sont dans la même poule que l'Angleterre.
Sur le plan qualitatif, le ballon a fait l'objet de critiques abondantes, en premier lieu de différents gardiens de sélections nationales. L'Italien Gianluigi Buffon le trouve inadapté, le Brésilien Júlio César le compare à un ballon de supermarché et l'Espagnol Iker Casillas s'est dit « accablé qu'un événement aussi important que la Coupe du monde doive se jouer avec un ballon aussi nul
 ». Le gardien de l'équipe de France, Hugo Lloris, le qualifie de « catastrophe ». Il favoriserait en effet des trajectoires aléatoires plus propices à surprendre les gardiens.
Des études indépendantes en soufflerie confirment son comportement parfois imprévisible, notamment de stabilité de trajectoire lorsque le ballon atteint une vitesse juste supérieure à 70 km/h. D'après les ingénieurs japonais de l’Université de Yamagata le Jabulani semble plus sujet aux fluctuations de la force de l'effet Magnus. Le directeur du département de physique-chimie de l'université d'Adélaïde en Australie, Derek Leinweber, estime que le revêtement rugueux du ballon rend ses trajectoires erratiques, empêchant les gardiens d'anticiper la trajectoire du ballon.

## Dérivés

### Adidas Jabulani Angola
Il existe une version dérivée du Jabulani, l'Adidas Jabunali Angola, qui a été utilisé pour la première fois le 10 janvier 2010 en Angola pour la Coupe d'Afrique des nations 2010. Il a été présenté le 22 décembre 2009 par Adidas à Herzogenaurach (Allemagne) et la Confédération africaine de football au Caire (Égypte).

### Adidas Jo'bulani
Le Jo'bulani est la version du ballon utilisé pour la finale de la coupe du monde 2010 du Jabulani. Leur différence se tient dans la couleur des bandes qui, au lieu d'être aux couleurs de l'Afrique, sont dorées.